# Paris-Roubaix 1999
La 97e édition de la course cycliste Paris-Roubaix a eu lieu le 11 avril 1999 et a été remportée en solitaire par l'Italien Andrea Tafi. L'épreuve comptait 273 kilomètres et le vainqueur la termina en 6 h 45 min.

## Récit de la course
km 64

Un groupe de 13 coureurs s'isole en tête de la course à la suite d'une attaque d'Artūras Kasputis dès le km 6.

km 171

Les échappés - qui ne sont plus que 9 - pénètrent dans la tranchée d'Arenberg avec 1 minute 30 d'avance sur le peloton. À la sortie de ce secteur pavé, il ne reste que 4 hommes en tête : Tom Steels, Servais Knaven, Steven de Jongh et Jan Boven. Derrière, Andrea Tafi étire le peloton.

km 210

Steels, Knaven et de Jongh ont lâché Boven et sont repris par un groupe de 10 coureurs parmi lesquels on trouve Andrea Tafi, Wilfried Peeters, Léon van Bon, George Hincapie, Jo Planckaert, Tristan Hoffman, Erik Zabel et Frank Vandenbroucke.

km 218

Andrea Tafi attaque et entraîne avec lui Steels, van Bon, Van Dyck, Planckaert et Hincapie.

km 222

Crevaison de Tafi qui rétrograde dans le second groupe.

km 236

Le groupe de tête est rejoint par le groupe Tafi, qui attaque presque aussitôt. Le champion d'Italie part seul et creuse rapidement l'écart.

km 257

Au Carrefour de l'Arbre, Andrea Tafi possède 1 minute 30 d'avance sur un groupe de 6 poursuivants (Léon van Bon, George Hincapie, Wilfried Peeters, Jo Planckaert, Tom Steels et Frank Vandenbroucke).

km 273

L'écart grandit jusqu'à Roubaix, où Tafi s'impose en solitaire. Peu avant l'entrée sur le vélodrome, Wilfried Peeters fausse compagnie à ses compagnons pour aller chercher la deuxième place. Tom Steels assure le triplé pour la Mapei en règlant le sprint pour le gain de la troisième place.

## Classement final
|    | Coureur             | Équipe                |    | Temps           |
| -- | ------------------- | --------------------- | -- | --------------- |
| 1  | Andrea Tafi         | Mapei-Quick Step      | en | 6 h 45 min 00 s |
| 2  | Wilfried Peeters    | Mapei-Quick Step      | +  | 2 min 14 s      |
| 3  | Tom Steels          | Mapei-Quick Step      |    | 2 min 26 s      |
| 4  | George Hincapie     | US Postal             |    | 2 min 26 s      |
| 5  | Jo Planckaert       | Lotto-Mobistar        |    | 2 min 26 s      |
| 6  | Léon van Bon        | Rabobank              |    | 2 min 26 s      |
| 7  | Frank Vandenbroucke | Cofidis               |    | 2 min 26 s      |
| 8  | Andreï Tchmil       | Lotto-Mobistar        |    | 2 min 40 s      |
| 9  | Johan Museeuw       | Mapei-Quick Step      |    | 2 min 40 s      |
| 10 | Lars Michaelsen     | La Française des jeux |    | 2 min 53 s      |